# Ormosia idiostyla
Ormosia idiostyla är en tvåvingeart som beskrevs av Alexander 1968. Ormosia idiostyla ingår i släktet Ormosia och familjen småharkrankar. Inga underarter finns listade i Catalogue of Life.